# Gabrje, Tolmin
Gabrje este o localitate din comuna Tolmin, Slovenia, cu o populație de 115 locuitori.